# Mount J. J. Thomson
Mount J. J. Thomson är ett berg i Antarktis. Det ligger i Östantarktis. Nya Zeeland gör anspråk på området. Toppen på Mount J. J. Thomson är 1 425 meter över havet.
Terrängen runt Mount J. J. Thomson är bergig söderut, men norrut är den kuperad. Trakten är obefolkad. Det finns inga samhällen i närheten.